# Irische Badminton-Juniorenmeisterschaft
Irische Badminton-Juniorenmeisterschaften werden seit 1988 ausgetragen.

## Die Titelträger U19
| Saison    | Herreneinzel      | Dameneinzel        | Herrendoppel                        | Damendoppel                     | Mixed                            |
| --------- | ----------------- | ------------------ | ----------------------------------- | ------------------------------- | -------------------------------- |
| 1988      | Niall Gannon      | Louise Mooney      | Niall Gannon Barry Guildea          | Louise Mooney Roisin Bryan      | Niall Gannon Susan McGloin       |
| 1989      | Malcolm Mc Donald | Sonya McGinn       | Malcolm McDonald Barry Guildea      | Sonya McGinn Valerie Corr       | Donal O’Halloran Joyce McInerney |
| 1990      | David Hogan       | Emma Duggan        | David Hogan Brian Sparks            | Jacqueline Monk Emma Duggan     | Keith Wilkinson Caroline Millar  |
| 1991      | Keith Wilkinson   | Emma Duggan        | Keith Wilkinson Brian Sparks        | Caroline Millar Cherry Lyons    | Keith Wilkinson Caroline Millar  |
| 1992      | Fergal White      | Emma Duggan        | Gavin Boyle Jonathan Harte          | Emma Duggan Cherry Lyons        | Gavin Boyle Emma Duggan          |
| 1993      | Michael Farrell   | Elaine Kiely       | Joseph Smith Robert Wall            | Elaine Kiely Georgina Kinsella  | Robert Wall Elaine Kiely         |
| 1994      | Niall Tierney     | Sandra Lynch       | Robert Wall Michael Delaney         | Sandra Lynch Jennifer Young     | Darren Mornin Jennifer Young     |
| 1995      | Niall Tierney     | Sandra Lynch       | Robert Wall Martin Delaney          | Sandra Lynch Jenny Young        | Darren Mornin Sharon Sith        |
| 1996      | Niall Tierney     | Sandra Lynch       | Nial Tierney Allan Ryan             | Sandra Lynch Jenny Young        | Alan Ryan Sandra Lynch           |
| 1997      | Sean Og Devanney  | Keelin Fox         | Colm O’Brien Sean Og Devanney       | Sandra Lynch Jenny Young        | Sean Og Devanney Keelin Fox      |
| 1998      | Thomas Ward       | Keelin Fox         | Ciaran Darcy Neil Lynch             | Sarah Ross Keelin Fox           | Sean Og Devanney Keelin Fox      |
| 1999      | Ciaran Darcy      | Sarah Ross         | Ciaran Darcy Neil Lynch             | Fiona Glennon Theresa Donohue   | Neil Lynch Fiona Glennon         |
| 2000      | Thomas Ward       | Fiona Glennon      | Thomas Ward Neil Lynch              | Fiona Glennon Theresa Donohue   | Neil Lynch Fiona Glennon         |
| 2001      | Eddie Cousins     | Ruth Kilkenny      | Eddie Cousins Darryl Eade           | Pamela Kinghorn Fiona Glennon   | Neil Lynch Fiona Glennon         |
| 2002      | Lee Evans         | Ruth Kilkenny      | Mark Ward Brian Smyth               | Ruth Kilkenny Caitriona Farrell | Brian Smyth Caitriona Farrell    |
| 2003      | Kevin Donnelly    | Aoife Aherne       | David McCollam Andrew Stewart       | Clare Flood Siobhan Grehan      | Ian Macbeth Joan McCandless      |
| 2004      | Scott Evans       | Clare Flood        | Scott Evans Lee Evans               | Amanda Mullery Jackie Monk      | Scott Evans Amanda Mullery       |
| 2005      | Lee Evans         | Dona Scott         |                                     |                                 | Sean Devaney Sandra Lynch        |
| 2006/2007 | Andrew Shannon    | Chloe Magee        |                                     |                                 | Ronan McGee Sandra Lynch         |
| 2007/2008 | Gavin McAuley     | Sinead Chambers    |                                     |                                 | Ronan McGee Sandra Lynch         |
| 2008/2009 | Tony Stephenson   | Sinead Chambers    | Gavin McAuley Tony Stephenson       | Emma Calow Sinead Chambers      | Ronan McGee Sandra Lynch         |
| 2009/2010 | Tony Stephenson   | Sinead Chambers    |                                     | Kirsty Kelly Sandra Lynch       | Sam Magee Chloe Magee            |
| 2010/2011 | Conor Hickland    | Alannah Stephenson | Jonathan Dolan David Walsh          | Kirsty Kelly Jennie King        | Edward Cousins Fiona Glennon     |
| 2011/2012 | Edward Cousins    | Alannah Stephenson | Scott Burnside Conor Hickland       | Laura Butler Kirsty Kelly       | Ronan McGee Norma McIntyre       |
| 2012/2013 | Nicholas Murphy   | Aisling Ryan       | Matthew Duffy Colm O’Brien          | Caitriona Farrell Elaine Kiely  | William Gourley Paula McDonagh   |
| 2013/2014 | Norman Lau        | Sara Boyle         | Paul Ennis Neil O’Flaherty          | Laura Butler Kirsty Kelly       | William Gourley Paula McDonagh   |
| 2014/2015 | Liam O’Leary      | Laura Butler       | Nigel Boyne Adam Jermyn             | Ciara Ni Chonchuir Gemma Tobin  | William Gourley Laura Butler     |
| 2015/2016 | Stuart Lightbody  | Norma Mcintyre     | John Amond Adam Jermyn              | Kate Frost Moya Ryan            | Stuart Lightbody Crona Rooney    |
| 2016/2017 | Nicholas Murphy   | Vicki Pesti        | Conor Hickland Stuart Lightbody     | Karen Nelson Vicki Pesti        | Stuart Lightbody Crona Rooney    |
| 2017/2018 | Adam McAllister   | Rachael Woods      | Adam McAllister Brian O’Mahony      | Rebecca Woods Rachael Woods     | Adam McAllister Rachael Woods    |
| 2018/2019 | Nigel Boyne       | Xuan Zhau Beattie  | Scott Burnside Conor Hickland       | Orla Flynn Vicki Pesti          | Ian Macbeth Tracey Watson        |
| 2019/2020 | Matthew Cheung    | Sophia Noble       | Jack Armstrong Sean Patrick Laureta | Neasa Flynn Orla Flynn          | Daniel O’Meara Alexandra Troy    |
| 2020/2021 | nicht ausgetragen | nicht ausgetragen  | nicht ausgetragen                   | nicht ausgetragen               | nicht ausgetragen                |
| 2021/2022 | Matthew Cheung    | Sophia Noble       | Vincent Pontanosa Scott Guildea     | Laura Comer Sophia Noble        | Scott Guildea Sophia Noble       |
| 2022/2023 | Matthew Cheung    | Michelle Shochan   | Vincent Pontanosa Scott Guildea     | Michelle Shochan Paige Woods    | Vincent Pontanosa Neasa Flynn    |
| 2023/2024 | Dylan Noble       | Chloe McGrane      | Pranav Erukattil Dylan Noble        | Laura Bell Chloe Woods          | Pranav Erukattil Laura Heery     |
| 2024/2025 | Pranav Erukattil  | Michelle Shochan   | Karl McLoughlin Pranav Erukattil    | Michelle Shochan Paige Woods    | Karl McLoughlin Paige Woods      |

1. ↑  Ab 2016 publizieren Badminton Europe, Tournamentsoftware und Badminton Ireland unterschiedliche Gewinner. Auch die Daten davor (ab 2005) erscheinen überprüfungswürdig.

## Die Titelträger U23
| Saison    | Herreneinzel    | Dameneinzel     | Herrendoppel               | Damendoppel                   | Mixed                          |
| --------- | --------------- | --------------- | -------------------------- | ----------------------------- | ------------------------------ |
| 2007/2008 | Gavin McAuley   | Sinead Chambers | nicht ausgetragen          | nicht ausgetragen             | Ronan McGee Sandra Lynch       |
| 2008/2009 | Niall Tierney   | Ruth Roddis     | David Gannon David Tutty   | Pauline Glennon Fiona Glennon | Ronan McGee Sandra Lynch       |
| 2009/2010 | William O’Neill | Norma Mcintyre  | Niall Tierney Joe Ledwidge | Pauline Glennon Fiona Glennon | Brendan Hennessy Fiona Glennon |